# Evropské centrum pro práva Romů
Evropské centrum pro práva Romů (ERRC) je organizace sídlící v Budapešti, která se zabývá problémy Romů a Sintů v Evropě. Zabývá se především právním postupem proti anticikánství, předsudkům a diskriminaci.
Kromě toho k jeho hlavním činnostem patří lobbování a školení v oblasti lidských práv. ERRC bylo založeno v roce 1996 a je řízeno mezinárodní komisí.
Rakouská zahraniční služba je partnerem instituce ERRC a posílá do tohoto zařízení pravidelně své členy vykonávající službu na památku holocaustu.